# Tú sí que vales (Italia) (seconda edizione)
La seconda edizione del talent show Tú sí que vales è andata in onda ogni sabato in prima serata su Canale 5 dal 12 settembre al 21 novembre 2015 per dieci puntate.
I presentatori di questa edizione sono stati Belén Rodríguez e Francesco Sole. I giudici di questa edizione sono stati Maria De Filippi, Gerry Scotti e Rudy Zerbi, mentre Mara Venier nel ruolo di giudice popolare. Le registrazioni si sono svolte sempre presso lo studio 8 del Centro Titanus Elios di Roma. I casting sono iniziati a gennaio 2015, mentre le registrazioni sono iniziate il 20 luglio dello stesso anno.
L'edizione è stata vinta da Angelica Bongiovonni, che si è aggiudicata il montepremi di 100000 €.

## La giuria popolare
La giuria popolare si aggiunge ai voti dei tre giurati e può anche ribaltare un eventuale voto negativo da parte dei giudici se viene raggiunto un 100% positivo. Il giudice popolare ha un potere inferiore rispetto agli altri tre giudici, infatti può allungare le esibizioni, ma non può bloccarle. A capo della giuria popolare Mara Venier, diventata presenza fissa del programma dopo il successo della prima edizione. Quest'anno la giuria popolare è protagonista anche della finale del programma, infatti è il pubblico in studio a votare i finalisti e a decretare il vincitore; questo perché in finale manca la diretta, e dunque il televoto non è possibile. Infatti, in seguito all'attacco terroristico in Francia nella notte del 13 novembre, la puntata non andò in onda, ma venne comunque registrata e il vincitore venne quindi proclamato senza il contributo del televoto, come invece prevedeva il regolamento.

## Audizioni
In questa sezione sono riportati i nomi dei concorrenti che durante le puntate di audizioni hanno superato il turno.

### Prima puntata
| NOME ARTISTA                 | GENERE                     | RESPONSO DEI GIUDICI | RESPONSO GIURIA POPOLARE |
| ---------------------------- | -------------------------- | -------------------- | ------------------------ |
| Circus Concept               | acrobati                   | 3 vale               | 100% vale                |
| Enrico Balsamo               | ventriloquo                | 3 vale               | 98% vale                 |
| Devis Masini                 | ballerino                  | 3 vale               | 94% vale                 |
| Brightly Black               | illusionisti               | 3 vale               | 100% vale                |
| Ivan Bragazzi                | performer                  | 3 vale               | 92% vale                 |
| Adrienn Ba'Nhegyi            | ginnasta                   | 3 vale               | 100% vale                |
| Bimbobell (Marcello Turroni) | coreografo per bambini     | 3 vale               | 90% vale                 |
| Riccardo Tonali              | pilota (12 anni)           | 3 vale               | 58% vale                 |
| Clelia Grelier e Fabien Mil  | pole dance                 | 3 vale               | 98% vale                 |
| Piotr Szpinalski             | parlata al rovescio        | 2 vale               | 87% non vale             |
| L.e G. Cammarata             | cantanti                   | 2 vale               | 100% vale                |
| Marco Bombi e Paolo Caranzi  | comici                     | 2 vale               | 100% non vale            |
| Mike Chao                    | illusionista               | 3 vale               | 86% vale                 |
| Tarek Ibrahim e Sara Greotti | ballerini (uno disabile)   | 3 vale               | 96% vale                 |
| Igor Zaripov                 | performer                  | 3 vale               | 96% vale                 |
| Andrea Stefanelli            | musicista                  | 3 vale               | 98% vale                 |
| Vincenzo de Santis           | cantante                   | 1 vale               | 57% vale                 |
| Aimè Morales Suvia           | acrobata                   | 3 vale               | 94% vale                 |
| Serena Petrella              | mentalista                 | 2 vale               | 59% vale                 |
| Andres Aguirre Fernandez     | attore di teatro fisico    | 3 vale               | 63% non vale             |
| Guido Nardin                 | maestro d'orchestra (nudo) | 3 vale               | 83% non vale             |
| Francesco Friggione          | comico                     | 2 vale               | 91% non vale             |
| Sergii Novikov               | acrobata                   | 3 vale               | 92% vale                 |

### Seconda puntata
| NOME ARTISTA              | GENERE                                    | RESPONSO DEI GIUDICI | RESPONSO GIURIA POPOLARE |
| ------------------------- | ----------------------------------------- | -------------------- | ------------------------ |
| Mirko Cesena              | acrobazie con l'elicottero radiocomandato | 3 vale               | 100% vale                |
| Marco Tempest             | illusionista (con disegni animati)        | 3 vale               | 82% vale                 |
| Ogge Brothers             | ballerini                                 | 3 vale               | 98% vale                 |
| Giorgio Barbagallo        | inventore                                 | 1 vale               | 86% vale                 |
| Sandro Ungaro             | cantante                                  | 3 vale               | 90% vale                 |
| Gordo Gamsby              | performer                                 | 2 vale               | 58% non vale             |
| Giuseppe Gentile          | atleta                                    | 3 vale               | 85% vale                 |
| Umberto Lo Sapio          | cantante                                  | 2 vale               | 73% vale                 |
| Rosa Buono                | piccola intrattenitrice                   | 3 vale               | 88% vale                 |
| Dasha e Vadym             | acrobati                                  | 3 vale               | 100% vale                |
| Jonglissimo               | acrobati illusionisti                     | 3 vale               | 98% vale                 |
| Andrea D.P. e Federica M. | suonano un pianoforte gigante con i piedi | 3 vale               | 100% vale                |
| Duo Scacciapensieri       | clown-acrobati                            | 3 vale               | 74% vale                 |
| Gli Irrequieti            | duo comico                                | 3 vale               | 88% vale                 |
| The Halves                | video-illusionisti                        | 3 vale               | 100% vale                |
| Jacopo Napoli             | giocoliere                                | 3 vale               | 53% non vale             |
| Tommaso Mellone           | imitatore di risate                       | 2 vale               | 64% non vale             |
| I Sixx Paxx               | spogliarellisti                           | 1 vale               | 89% vale                 |
| Fabio Pesce               | suona il Theremin                         | 3 vale               | 71% vale                 |
| Salvatore Finazzo         | ballerino (con bambola gonfiabile)        | 1 vale               | 88% vale                 |
| Luther Bangert            | giocoliere                                | 3 vale               | 62% vale                 |
| Valentina Virando         | comica                                    | 3 vale               | 53% non vale             |
| Federico Cornale          | cantante                                  | 1 vale               | 77% vale                 |
| Giuseppe Vetti            | musicista-clown                           | 3 vale               | 88% vale                 |
| Otto Wessely              | mago comico                               | 3 vale               | 85% vale                 |

### Terza puntata
| NOME ARTISTA             | GENERE                    | RESPONSO DEI GIUDICI | RESPONSO GIURIA POPOLARE |
| ------------------------ | ------------------------- | -------------------- | ------------------------ |
| The Black Blues Brothers | acrobati                  | 3 vale               | 98% vale                 |
| Daboot Team              | motociclisti              | 3 vale               | 95% vale                 |
| Adonà Mamo               | cantante                  | 2 vale               | 94% vale                 |
| Rick Smith Jr.           | performer                 | 3 vale               | 61% vale                 |
| Honza Weber Shuttlecock  | palleggi con vari oggetti | 3 vale               | 93% vale                 |
| Jefte fanetti            | mentalista                | 3 vale               | 61% non vale             |
| Flavius                  | rapper                    | 2 vale               | 90% vale                 |
| Leila Key                | acrobata                  | 3 vale               | 91% vale                 |
| Chantal Lee Rose         | cantante                  | 3 vale               | 78% vale                 |
| Elisa Fabriziani         | ballerina                 | 3 vale               | 83% vale                 |
| Showproject              | acrobati                  | 3 vale               | 98% vale                 |
| Daniele Agnello          | cantante                  | 3 vale               | 82% vale                 |
| Le scemette              | gruppo di comiche         | 3 vale               | 73% non vale             |
| Paolo Vincenzi           | performer                 | 3 vale               | 84% vale                 |
| Davide Locatelli         | pianista                  | 3 vale               | 90% vale                 |
| Alex Barti               | burattinaio               | 3 vale               | 94% vale                 |
| Luca Forte               | acrobata                  | 3 vale               | 98% vale                 |
| Stix                     | acrobata (disabile)       | 3 vale               | 91% vale                 |
| Picone Brothers          | comici                    | 1 vale               | 53% vale                 |
| Jumpin'Up                | cantanti e musicisti      | 3 vale               | 100% vale                |
| Duo Laos                 | acrobati                  | 3 vale               | 89% vale                 |
| Duo Vulcano              | cantanti e musicisti      | 1 vale               | 62% vale                 |

### Quarta puntata
| NOME ARTISTA        | GENERE                            | RESPONSO DEI GIUDICI | RESPONSO GIURIA POPOLARE |
| ------------------- | --------------------------------- | -------------------- | ------------------------ |
| Nacho               | acrobata                          | 3 vale               | 89% vale                 |
| Ira e Mom           | ventriloqui, cantanti             | 3 vale               | 88% vale                 |
| Alberto cavallarini | atleta, specialità karate         | 3 vale               | 92% vale                 |
| Annamaria e Matteo  | cantanti                          | 3 vale               | 92% vale                 |
| Ete                 | clown                             | 3 vale               | 91% vale                 |
| Sara e Alessandro   | ballerini                         | 3 vale               | 100% vale                |
| Coccomella          | performer                         | 2 vale               | 53% vale                 |
| Roberto D'Olbia     | cantante, interprete, imitatore   | 3 vale               | 60% vale                 |
| Duo Vladimir        | acrobati                          | 3 vale               | 100% vale                |
| Giulio Castellini   | ballerino                         | 1 vale               | 63% vale                 |
| Michele Manfrè      | cantante                          | 3 vale               | 98% vale                 |
| The Hope Team       | acrobati                          | 3 vale               | 54% vale                 |
| Davide Giovannetti  | comico                            | 3 vale               | 54% vale                 |
| Aure Oudot          | contorsionista                    | 3 vale               | 100% vale                |
| Giuseppe Pace       | poeta                             | 1 vale               | 76% vale                 |
| German e Luis       | ballerini, performers             | 3 vale               | 96% vale                 |
| Forro Mior          | musicisti, cantanti               | 3 vale               | 57% vale                 |
| Les Chapeaux        | ballerini, giochi di luce al buio | 3 vale               | 100% vale                |
| Alex Orlando        | ballerino                         | 1 vale               | 98% vale                 |
| Peppone e Corallo   | cantanti, musicisti               | 3 vale               | 80% vale                 |
| Cristian Vollaro    | cantante, musicista               | 2 vale               | 77% vale                 |
| Ada e Paola         | tuffi acrobatici                  | 3 vale               | 100% vale                |
| Pierpaolo Signore   | cantante e memorizzatore          | 3 vale               | 70% vale                 |
| Angela Miccoli      | cuoca                             | 3 vale               | 51% non vale             |
| Sergio Paternò      | musicista                         | 3 vale               | 73% vale                 |
| Ruggero De I Timidi | performer, cantante, comico       | 2 vale               | 63% vale                 |

### Quinta puntata
| NOME ARTISTA                           | GENERE                                   | RESPONSO DEI GIUDICI | RESPONSO GIURIA POPOLARE |
| -------------------------------------- | ---------------------------------------- | -------------------- | ------------------------ |
| Andrea Fratellini e Nonno Felice       | ventriloquo                              | 3 vale               | 96% vale                 |
| Fifty Dance                            | ballerini                                | 1 vale               | 100% vale                |
| Uzeyer Novruzov                        | equilibrista, acrobata (con una scala)   | 3 vale               | 92% vale                 |
| Andrea Buson                           | cantante                                 | 1 vale               | 59% vale                 |
| Matt                                   | parkur                                   | 3 vale               | 98% vale                 |
| Marco Passiglia                        | cantante, comico                         | 3 vale               | 88% vale                 |
| Rod Laver                              | gioca a ping pong con la bocca           | 3 vale               | 98% vale                 |
| Shari Noioso                           | cantante e pianista                      | 3 vale               | 100% vale                |
| Valeria e Andriy                       | storia raccontata con animazioni         | 3 vale               | 86% vale                 |
| Annastella e Donatella Gibboni         | Violoncelliste (un solo violino per due) | 3 vale               | 96% vale                 |
| Boccasile e Maretti                    | comici                                   | 3 vale               | 58% non vale             |
| Alessio Lo Cascio                      | ginnasta                                 | 3 vale               | 92% vale                 |
| Erick Blackpainting                    | pitture al buio                          | 3 vale               | 98% vale                 |
| La Rua                                 | band (musica folk)                       | 3 vale               | 90% vale                 |
| Edoardo Ciolli                         | ballerino                                | 3 vale               | 63% vale                 |
| Stefano e Silvia                       | recitano scioglilingua                   | 3 vale               | 80% vale                 |
| Erik Niemen                            | equilibrista                             | 3 vale               | 100% vale                |
| Francesco Benedetto                    | cantante                                 | 3 vale               | 80% vale                 |
| Gruppo di Capoeira Topazio             | ballerini                                | 3 vale               | 96% vale                 |
| Gianluigi Sordellini e Stefano Paiusco | racconto di una storia con le carte      | 2 vale               | 52% vale                 |
| Troupe Dobrovitsky                     | acrobati                                 | 3 vale               | 96% vale                 |
| Valentina Cannavacciulo                | cantante                                 | 2 vale               | 65% vale                 |
| Arianna Conzo                          | animatrice                               | 3 vale               | 76% vale                 |
| Bubble Beats                           | musicisti (con qualsiasi oggetto)        | 3 vale               | 100% vale                |
| Pattinaggio Creativo                   | pattinaggio                              | 3 vale               | 93% vale                 |

### Sesta puntata
| NOME ARTISTA            | GENERE                              | RESPONSO DEI GIUDICI | RESPONSO GIURIA POPOLARE |
| ----------------------- | ----------------------------------- | -------------------- | ------------------------ |
| Apetta Nicoletta        | parla imitando le api               | 3 vale               | 94% vale                 |
| X Pogo Team             | jump                                | 3 vale               | 100% vale                |
| Mario Londino           | cantante                            | 2 vale               | 98% vale                 |
| Ottavio Belli           | illusionista                        | 3 vale               | 98% vale                 |
| Duo Vision              | ballerini, acrobati                 | 3 vale               | 98% vale                 |
| Simone Metalli          | barzellettiere, comico              | 3 vale               | 100% vale                |
| Maximilian Sontacchi    | motociclista (disabile)             | 3 vale               | 100% vale                |
| Die Maiers              | acrobati, comici                    | 3 vale               | 96% vale                 |
| Frank Moulla            | illusionista tecnologico            | 3 vale               | 75% vale                 |
| Giovanni di Mare        | cantante lirico                     | 2 vale               | 55% vale                 |
| I Ragazzi del Parkour   | parkour                             | 3 vale               | 92% vale                 |
| Daniel Sullivan         | acrobata                            | 3 vale               | 100% vale                |
| Fricska                 | ballerini (danza affine al tip tap) | 3 vale               | 94% vale                 |
| Gaetano Calì            | ballerino di pool dance             | 3 vale               | 91% vale                 |
| Sirma                   | acrobata illusionista               | 3 vale               | 88% vale                 |
| Simon                   | cantante                            | 2 vale               | 59% vale                 |
| Aldo Nicolini           | mago, illusionista                  | 3 vale               | 55% vale                 |
| Micol Picchioni         | arpista                             | 3 vale               | 96% vale                 |
| Yeva                    | ballerina                           | 1 vale               | 63% vale                 |
| Compagnia Scatola Rossa | acrobati (varie specialità)         | 3 vale               | 96% vale                 |

### Settima puntata
| NOME ARTISTA          | GENERE                        | RESPONSO DEI GIUDICI | RESPONSO GIURIA POPOLARE |
| --------------------- | ----------------------------- | -------------------- | ------------------------ |
| Truzzi Volanti        | acrobati                      | 3 vale               | 98% vale                 |
| Oki Dok               | mimi e acrobati               | 3 vale               | 98% vale                 |
| Giacomo e Giovanni    | messaggio sociale             | 3 vale               | 98% vale                 |
| Angelica Bongiovonni  | ballerina, giochi col cerchio | 3 vale               | 100% vale                |
| Mistral               | acrobata                      | 3 vale               | 100% vale                |
| Mago Flip             | mago, illusionista            | 3 vale               | 89% vale                 |
| Antonio Mezzancella   | imitatore, cantante           | 2 vale               | 100% vale                |
| Davide Cappa          | sfida a braccio di ferro      | 3 vale               | 86% vale                 |
| Federico Cecchin      | disegnatore                   | 3 vale               | 89% vale                 |
| Tiziano Basilidi      | cantante                      | 3 vale               | 98% vale                 |
| Dj Gribiz             | dj per cani                   | 2 vale               | 62% vale                 |
| Giuseppe Guercia      | ballerino (non udente)        | 3 vale               | 100% vale                |
| Euphoria              | violoncelliste, comiche       | 3 vale               | 75% vale                 |
| Another kind of blue  | ballerini illusionisti        | 3 vale               | 86% vale                 |
| Tim Silver            | illusionista, performer       | 3 vale               | 79% vale                 |
| Mamma Mia             | ballerini                     | 2 vale               | 77% vale                 |
| The Human Toolbox     | performer                     | 3 vale               | 53% vale                 |
| Compagnia Ribolle     | bolle di sapone               | 3 vale               | 75% vale                 |
| Pino Relli            | cantante                      | 1 vale               | 64% vale                 |
| Paul Morocco and Olè! | musicisti, comici             | 3 vale               | 86% vale                 |
| Anna Caragnano        | cantante, musicista           | 2 vale               | 88% non vale             |
| Christian Carapezza   | Illusionista Estremo          | 3 vale               | 67% vale                 |

### Ottava puntata
| NOME ARTISTA                       | GENERE                             | RESPONSO DEI GIUDICI | RESPONSO GIURIA POPOLARE |
| ---------------------------------- | ---------------------------------- | -------------------- | ------------------------ |
| Andreanne                          | giochi con l'hula hoop             | 3 vale               | 98% vale                 |
| M. Alberti e F. Del Giudice        | Volo Indoor                        | 3 vale               | 96% vale                 |
| Salvo The Best                     | ballerino                          | 1 vale               | 80% vale                 |
| Bundamove                          | gruppo musicale                    | 3 vale               | 93% vale                 |
| Davide e Debora Fumagalli          | ballerini                          | 3 vale               | 73% vale                 |
| Le Baskultoo                       | acrobati                           | 3 vale               | 100% vale                |
| Roberto Deri                       | acrobazie con lo step              | 2 vale               | 68% non vale             |
| Duo Vladlen                        | illusionisti                       | 3 vale               | 90% vale                 |
| Matteo Cesca                       | comico                             | 3 vale               | 90% vale                 |
| Les Beaux Freres                   | circensi                           | 3 vale               | 94% vale                 |
| Francesco Conte                    | attore                             | 3 vale               | 57% vale                 |
| Giovanni Montis                    | culturista                         | 3 vale               | 76% vale                 |
| Associazione Incanto Arte Creativa | gruppo spettacolo musical-gospel   | 3 vale               | 82% vale                 |
| Gaspare Incorvaia                  | calcoli matematici a mente         | 3 vale               | 98% vale                 |
| Kabal                              | contorsionista                     | 3 vale               | 53% vale                 |
| Caterina Fort                      | acrobata (sulla fune)              | 3 vale               | 75% vale                 |
| I gemelli Kevin e Giada Genco      | ballerini (bambini)                | 3 vale               | 94% vale                 |
| Badabimbum Band                    | musicisti                          | 3 vale               | 90% vale                 |
| Marco Sangaletti                   | disegnatore                        | 3 vale               | 66% vale                 |
| Sphera Dance C.                    | ballerine con giochi di luce       | 3 vale               | 85% vale                 |
| Jean Garin                         | Illusionista                       | 3 vale               | 84% vale                 |
| Alberto Tibiletti                  | ballo al buio con effetti speciali | 3 vale               | 100% vale                |

### Nona puntata
| NOME ARTISTA          | GENERE                              | RESPONSO DEI GIUDICI | RESPONSO GIURIA POPOLARE |
| --------------------- | ----------------------------------- | -------------------- | ------------------------ |
| Dunking Basket Devils | Basket, spettacolo                  | 3 vale               | 96% vale                 |
| Magic Douglas         | illusionista                        | 3 vale               | 72% vale                 |
| Froz e Bad Matty      | Break dance                         | 3 vale               | 92% vale                 |
| Sergey Yakimenko      | pattinaggio acrobatico sul ghiaccio | 3 vale               | 98% vale                 |
| Frank Milò            | cantante, musicista                 | 3 vale               | 73% vale                 |
| Kiebre Duo            | acrobati                            | 3 vale               | 100% vale                |
| Riccardo Albanese     | attore                              | 3 vale               | 71% non vale             |
| Michele Montanaro     | interprete di poesie                | 3 vale               | 85% vale                 |
| Ok World Wide         | acrobati                            | 3 vale               | 100% vale                |
| Mago Veramente        | mentalista                          | 1 vale               | 63% vale                 |
| Michele e Sara        | Jiu Jitsu brasiliano                | 3 vale               | 82% vale                 |
| Zendra Tabasco        | acrobata                            | 3 vale               | 82% vale                 |
| Bhangra Brothers      | ballo indiano                       | 3 vale               | 53% non vale             |
| Emily e Ilir Shaqiri  | ballerini                           | 3 vale               | 82% vale                 |

Al termine della puntata c'è stata una "mini-semifinale" per decidere i primi 5 concorrenti che accedono alla Finale: i concorrenti si sono sfidati tra loro e in ogni sfida i giudici decidevano chi far passare in Finale; di seguito le sfide (in verde i concorrenti che sono passati, in rosso quelli eliminati).
| Primo Sfidante      | Secondo Sfidante         | Terzo Sfidante  |
| ------------------- | ------------------------ | --------------- |
| Showproject         | The Black Blues Brothers |                 |
| Giuseppe Gentile    | Jumpin'Up                |                 |
| Antonio Mezzancella | Enrico Balsamo           | Marco Passiglia |
| Nacho               | Mistral                  |                 |
| Apetta Nicoletta    | Coccomella               |                 |

In realtà Nacho, che aveva vinto la sfida, aveva accettato di unirsi a Mistral in una finale in coppia, gareggiando come un unico concorrente: in finale però si esibì da solo, segno che qualcosa con Mistral andò storto.
Dopo i conduttori, attraverso un filmato, annunciarono gli altri 11 finalisti, scelti precedentemente dai giudici: di seguito i concorrenti in questione.
| Nome Artista         |
| -------------------- |
| Mario Londino        |
| Ottavio Belli        |
| Uzeyer Novruzov      |
| Xpogo Team           |
| Ira e Mom            |
| Andreanne            |
| Fifty Dance          |
| Le Baskultoo         |
| Angelica Bongiovonni |
| Shari Noioso         |
| Devis Masini         |

## Concorrenti finalisti
In questa sezione sono riportati i nomi dei finalisti, scelti dai giudici durante la nona puntata del programma, ultima dedicata alla selezione dei concorrenti.
| Nome artista             | Genere                   |
| ------------------------ | ------------------------ |
| The Black Blues Brothers | Acrobati e ballerini     |
| Jumpin'Up                | Band musicale            |
| Antonio Mezzancella      | Imitatore                |
| Nacho                    | Acrobata su corda liscia |
| Apetta Nicoletta         | Comica                   |
| Mario Londino            | Cantante                 |
| Ottavio Belli            | Escapologo               |
| Uzeyer Novruzov          | Equilibrista con scala   |
| Xpogo Team               | Pogo Freestylers         |
| Ira e Mom                | Cantanti con marionette  |
| Andreanne                | Giocoliera con hula hoop |
| Fifty dance              | Ballerini                |
| Le Baskultoo             | Acrobati                 |
| Angelica Bongiovonni     | Acrobata con cerchio     |
| Shari Noioso             | Bambina cantante         |
| Devis Masini             | Bambino ballerino        |

## Finale
La finale di questa edizione di Tú sí que vales, registrata una settimana prima della messa in onda (in realtà doveva andare in onda in diretta, ma è saltata a causa dell'attentato terroristico di Parigi), ed è andata in onda il 21 novembre 2015 su Canale 5. A stabilire il vincitore è la giuria popolare, che esprime il suo voto tramite dei telecomandi, valutando le esibizioni dei finalisti con punteggi da 1 a 9. Alla fine della puntata restano in gara solo i tre concorrenti che hanno guadagnato il punteggio più alto, rivelati dai conduttori in ordine casuale.
| Posizione | Nome artista             | Genere                   |
| --------- | ------------------------ | ------------------------ |
| 1°        | Angelica Bongiovonni     | Acrobata con cerchio     |
| TOP 3     | Antonio Mezzancella      | Imitatore                |
| TOP 3     | The Black Blues Brothers | Acrobati e ballerini     |
| F         | Le Baskultoo             | Acrobati                 |
| F         | Nacho                    | Acrobata su corda liscia |
| F         | Jumpin'Up                | Band musicale            |
| F         | Devis Masini             | Bambino ballerino        |
| F         | Shari Noioso             | Bambina cantante         |
| F         | Mario Londino            | Cantante                 |
| F         | Ottavio Belli            | Escapologo               |
| F         | Fifty Dance              | Ballerini                |
| F         | Andreanne                | Giocoliera con hula hoop |
| F         | Xpogo Team               | Pogo Freestylers         |
| F         | Uzeyer Novruzov          | Equilibrista con scala   |
| F         | Apetta Nicoletta         | Comica                   |
| F         | Ira e Mom                | Cantanti con marionette  |

La vincitrice della seconda edizione del programma è Angelica Bongiovonni, un'acrobata che si esibisce con la sua specialità, ovvero la danza all'interno del cerchio. Alla concorrente spetta il premio messo in palio dal programma, corrispondente a 100000 €. I finalisti che conquistano il podio insieme ad Angelica Bongiovonni sono l'imitatore Antonio Mezzancella e i ballerini-acrobati The Black Blues Brothers.

### Scuderia Scotti
Durante la finale del programma, Gerry Scotti conduce una competizione alternativa riservata ai talenti "incompresi", perlopiù da lui tifati. Gerry presenta al pubblico tre dei suoi "idoli": Salvo The Best, ballerino di disco dance, Vincenzo De Santis, cantante, e Antonio Gentile, doppiatore di film. Il vincitore di questa competizione viene eletto da Mara Venier, che proclama vincitore Vincenzo De Santis, subito dopo premiato dal Tapiro d'Oro di Striscia la notizia consegnato da Valerio Staffelli.

## Tú sí que Twix
Lo sponsor del programma, Twix, indice un concorso destinato agli aspiranti partecipanti al talent, che devono inviare un video pubblicato poi sul sito dello sponsor. I video vengono valutati dalla giuria di merito e il vincitore potrà esibirsi durante la finale di Tú sí que vales. Il concorso viene vinto da Mimmo Centanni, che durante la finale si esibisce in un numero acrobatico con funi e fasce.

## Ospiti
Questa edizione del programma si arricchisce di alcuni ospiti, la maggior parte dei quali prendono parte alla trasmissione per la sua funzione stessa, ad esempio Beppe Vessicchio e Carolina Bubbico sono chiamati per un giudizio tecnico nei confronti di un concorrente, Stefano De Martino fa un'incursione come conduttore in sostituzione della moglie, Valerio Staffelli si presta al gioco della Scuderia Scotti. Il Volo e Alessandra Amoroso promuovono i loro ultimi lavori discografici, mentre Flavia Pennetta è stata invitata per la sua vittoria agli US Open, vinti proprio una settimana prima della messa in onda della puntata.

## Proclamazione del vincitore
La finale del programma doveva essere trasmessa in diretta su Canale 5 il 14 novembre 2015 e il pubblico a casa avrebbe dovuto scegliere il vincitore tramite televoto. In seguito all'attacco terroristico in Francia nella notte del 13 novembre, la puntata non andò in onda, ma venne comunque registrata e il vincitore venne quindi proclamato senza il contributo del televoto, come invece prevedeva il regolamento.

## Ascolti
| Puntata                    | Messa in onda     | Telespettatori | Share  |
| -------------------------- | ----------------- | -------------- | ------ |
| 1                          | 12 settembre 2015 | 3 340 000      | 19,35% |
| 2                          | 19 settembre 2015 | 3 786 000      | 21,21% |
| 3                          | 26 settembre 2015 | 4 033 000      | 20,68% |
| 4                          | 3 ottobre 2015    | 4 814 000      | 23,10% |
| 5                          | 10 ottobre 2015   | 4 982 000      | 24,75% |
| 6                          | 17 ottobre 2015   | 4 735 000      | 23,18% |
| 7                          | 24 ottobre 2015   | 4 910 000      | 24,15% |
| 8                          | 31 ottobre 2015   | 4 563 000      | 23,33% |
| Semifinale                 | 7 novembre 2015   | 4 982 000      | 25,15% |
| Finale                     | 21 novembre 2015  | 5 031 000      | 24,11% |
| Media                      | Media             | 4 518 000      | 22,90% |
| L'album di Tú sí que vales | 28 novembre 2015  | 3 269 000      | 17,16% |

- Nota 1: in termini di telespettatori e di share, la première risulta essere la meno vista dell'intero programma.
- Nota 1: in termini di share, l'edizione e allo stesso modo la finale, risultano essere le meno viste dell'intero programma.